# Мобильная оборона
Мобильная оборона (англ. mobile defense) — военный термин иностранного происхождения, который обозначает одну из разновидностей обороны, предусмотренных боевыми уставами армий США, Великобритании, Японии и других государств.
Суть мобильной обороны заключается в максимальной активности оборонительных действий и ведении их путём намеренного завлечения наступающих группировок противника в удобные для их последующего уничтожения районы (так называемые «мешки»). Расположение этих районов, как правило, намечают в глубине своих оборонительных порядков; попавшие туда части противника подвергаются разгрому массированным воздействием огневых средств и контратаками.

## История
Возникновение концепции мобильной обороны относят к середине 50-х годов XX века и связывают с насыщением вооружённых сил развитых стран ядерным оружием.

## Организационные особенности
Мобильная оборона рекомендована к применению в тех случаях, когда местность благоприятствует глубоким манёврам, обороняющиеся войска не уступают в подвижности противнику, имеется хотя бы частичное превосходство в воздухе, а спектр задач, поставленных перед обороняющимися, позволяет временное оставление части занятых территорий. Помимо этого её используют при обороне крупных водных преград, морского побережья, при поспешном переходе к оборонительным действиям или при занятии обороны на широком фронте.
При организации мобильной обороны значительная часть (до двух третей) имеющихся в распоряжении сил и средств назначаются во второй эшелон (резерв), который отводится в глубину своих порядков. Как правило, в состав второго эшелона включаются бронетанковые соединения. Остальные силы (около трети), основу которых составляют мотострелковые части , выдвигаются в первый эшелон.
В районах, куда предполагается заманить наступающих подготавливаются блокирующие позиции, выставляются инженерные заграждения и оборудуются узлы сопротивления. Они, как правило, занимаются частями первого эшелона с задачей прочного удержания и пресечения любых попыток продвижения неприятеля в глубину и в стороны флангов. С выходом врага к их позициям основной целью частей первого эшелона является оказание максимального сопротивления и вынуждение противника ввести в бой дополнительные силы и средства для дальнейшего продвижения вперёд. Это заставляет неприятеля сконцентрировать в районе вклинения плотную группировку сил, которая становится выгодной целью для применения по ней оружия массового поражения. Классический сценарий разгрома наступающей группировки включает в себя сначала массированные удары по ней с применением артиллерии, авиации и ядерного оружия, а затем — контрудар свежими частями второго эшелона при поддержке всех имеющихся огневых средств.
Обычно минимальным соединением, которое способно к организации мобильной обороны считается дивизия, так как она может выделить из своего состава силы и средства для одновременного обеспечения блокирующих действий, прикрытия и проведения контратак. Тем не менее, в некоторых случаях возможно проведение мобильных оборонительных действий и силами бригады или даже отдельного бронекавалерийского полка.